# Стадница (Полтавская область)
Стадница (укр. Стадниця) — село,
Ковалевский сельский совет,
Котелевский район,
Полтавская область,
Украина.
Код КОАТУУ — 5322281507. Население по переписи 2001 года составляло 68 человек.

## Географическое положение
Село Стадница находится на расстоянии в 1 км от села Ковалёво и в 1,5 км от села Маловидное.